# 和氣あず未と鈴木絵理のハートフルラジオ!
『和氣あず未と鈴木絵理のハートフルラジオ!』（わきあずみとすずきえりのハートフルラジオ）は、2017年4月9日より文化放送 超!A&G+から2018年3月25日まで配信されていたインターネットラジオ番組。

## 番組概要
声優の和氣あず未と鈴木絵理がリスナーさんの心を癒すトークやポエムをお届けするハートフルな30分番組。

## 配信時間
超!A&G+にて毎週日曜日 16:30 - 17:00
更新週とリピート週があり、毎週交互に配信。

## パーソナリティ
- 和氣あず未
- 鈴木絵理

## コーナー
ふつおた
和氣、鈴木への質問や番組の感想などを募集するコーナー。
あずえりのハートフルなひととき…
身の回りで起きた心温まるエピソードをリスナーから募集するコーナー。
ハートフルポエム
リスナーが考えたハートフルなポエムを和氣、鈴木が朗読するコーナー。
あずえりのホームルーム
リスナーから日常の不満や怒りを募集し、和氣と鈴木が議論を繰り広げるコーナー。
ラジオドラマ
和氣、鈴木が出演するラジオドラマコーナー。ゲストがいる時はゲストも参加する。

## ゲスト
- 第3回 - 高尾奏音[5]
- 第4回 - 中島由貴[6]
- 第7回 - 村井理沙子[7]
- 第8回 - 村井理沙子[8]
- 第11回 - 西本りみ[9]
- 第17回 - 星守紗凪[10]
- 第21回 - 小牧未侑[11]

## 公開録音
和氣あず未と鈴木絵理のハートフルラジオ!公開録音
- 2017年7月23日 東京アニメ声優専門学校総合校舎
- ゲスト：アース・スター ドリーム[13]